# Alamannen-Museum Vörstetten
El Alamannen-Museum (lit., 'Museo de alamanes') en Vörstetten al norte de Friburgo en el distrito de Emmendingen en Baden-Wurtemberg, Alemania es un museo arqueológico dedicado al pueblo alamán. La apertura tuvo lugar en julio de 2009. 

## Exposición permanente
La exposición permanente del museo presenta los resultados de las excavaciones arqueológicas realizadas en los años 1991, 1998-2000 y 2007 dentro del territorio del municipio Vörstetten. La mayor parte de los hallazgos viene del período de transición de la Antigüedad tardía en el cuarto siglo IV a la Alta Edad Media. Contiene también hallazgos del pueblo desaparecido Thiermondingen cuyo territorio pertenece a Vörstetten. Al aire libre se encuentra la reconstrucción de una granja alamana. Hay una casa con establo, un granero, un taller de cerámica, un horno y una tierra arable para el cultivo de antiguas plantas útiles.

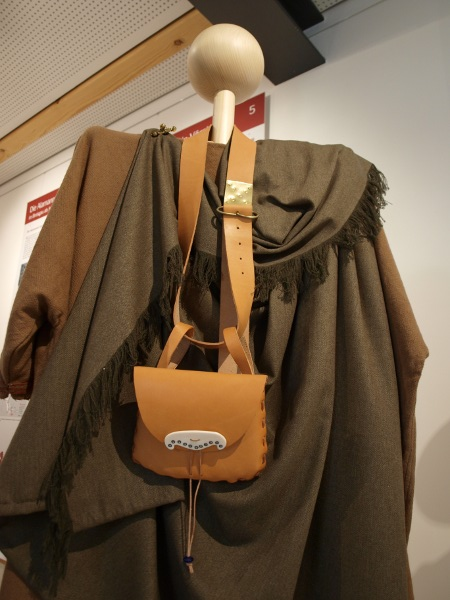
Ropa alamánica
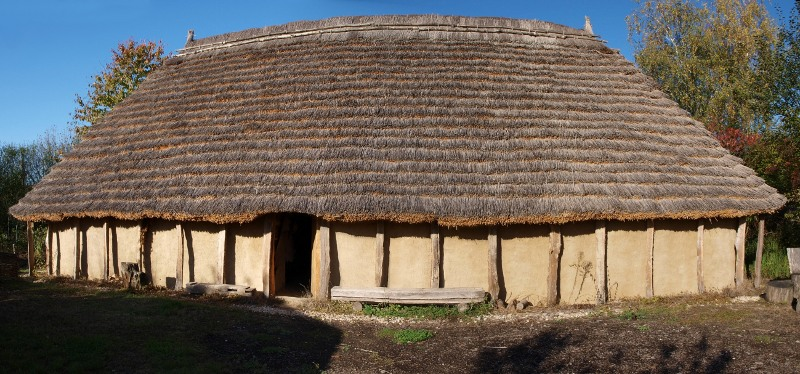
Establo-vivienda
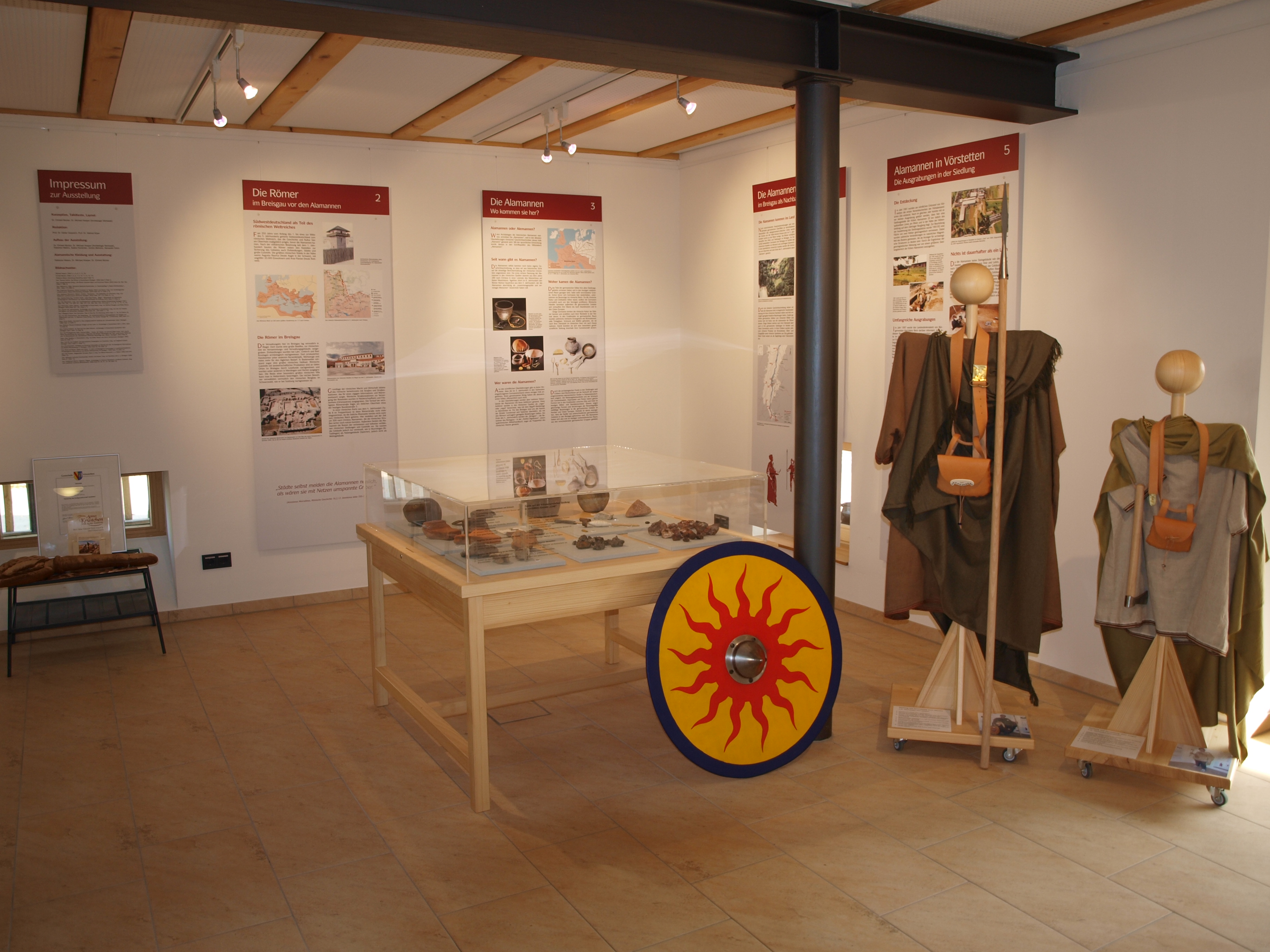
Exposición permanente